# Deutsche Freie-Partie-Meisterschaft 1984/85

Veranstaltungsort: Gelsenkirchen

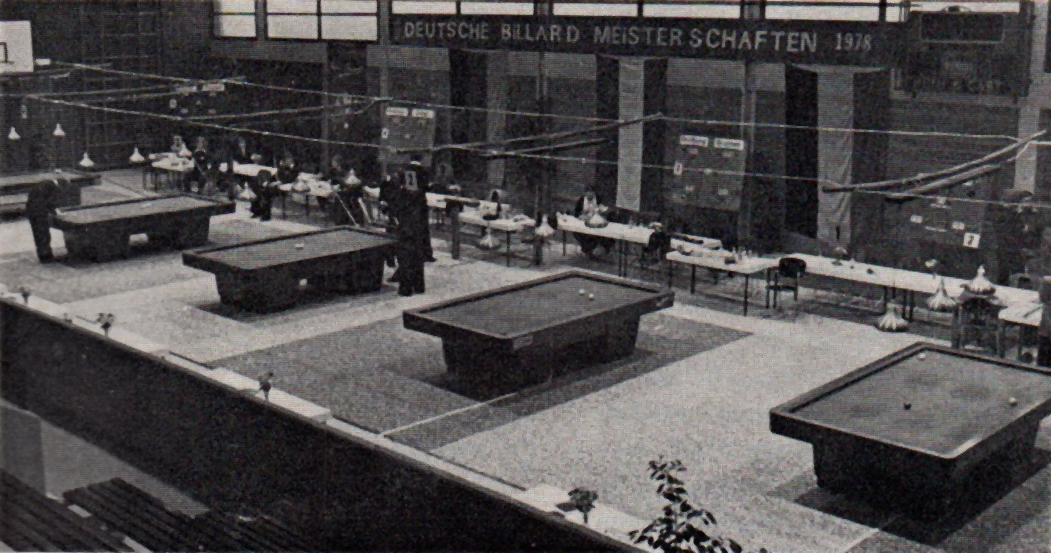
Die Veranstaltungshalle der Deutschen Billardmeisterschaften

Die Deutsche Freie-Partie-Meisterschaft 1984/85 ist eine Billard-Turnierserie und fand am 11. Oktober 1984 in Gelsenkirchen zum 22. Mal statt.

## Geschichte
Örtlicher Organisator und Ausrichter im Auftrag des Deutschen Billard-Bunds (DBB) war der BC Feldmark 34 Gelsenkirchen. Als Veranstaltungsort wurde wieder das Sportzentrum Schürenkamp ausgewählt, das mit seinen Räumlichkeiten eine entsprechende Ausstattung bereitstellen konnte.
Erst wurden drei regionale Qualifikationsturniere gespielt. Die jeweiligen Sieger und der Titelverteidiger bestritten das Endturnier.
Hochverdienter Sieger der Deutschen Meisterschaft in der Freien Partie wurde der Duisburg-Hochfelder Dieter Wirtz. In der Qualifikation spielte er ein perfektes Turnier und beendete alle Partien in einer Aufnahme und spielte sensationell 400,00 Durchschnitt. Leidtragender war wieder einmal Thomas Wildförster, der mit 300,00 GD nur Zweiter wurde. Damit verbesserte er den alten Rekord von Klaus Hose aus dem Jahr 1974. Auch in der Endrunde blieb Wirtz ungeschlagen und siegte vor Rekordsieger Hose. Platz drei sicherte sich der Münchener Wolfgang Zenkner mit dem besten Enrrundendurchschnitt vor dem Neu-Bochumer Fabian Blondeel.

## Modus
Gespielt wurde in den Qualifikationsgruppen bis 400 Punkte oder 10 Aufnahmen. In der Endrunde wurde auch bis 400 Punkte ohne Aufnahmenbegrenzubg gespielt.
Die Endplatzierung ergab sich aus folgenden Kriterien:
1. Matchpunkte
2. Generaldurchschnitt (GD)
3. Höchstserie (HS)

## Turnierverlauf
| #                          | Name                            | MP  | GD    | BED    | HS  |
| -------------------------- | ------------------------------- | --- | ----- | ------ | --- |
| 1                          | Wolfgang Zenkner (München)      | 4:2 | 83,07 | 200,00 | 386 |
| 2                          | Peter Steinberger (Kempten)     | 4:2 | 27,16 | 80,00  | 274 |
| 3                          | Harald Graf (Fürth-Poppenreuth) | 2:4 | 22,95 | 15,70  | 247 |
| 4                          | Willi Steinberger (Kempten)     | 2:4 | 21,48 | 50,00  | 117 |
| Turnierdurchschnitt: 33,78 |                                 |     |       |        |     |

| MP    | Match Punkte (Sieger = 2; Unentschieden = 1; Verlierer = 0) |
| SV    | Satzverhältnis (nur bei Turnieren im Satzsystem)            |
| Pkte. | Erzielte Karambolagen                                       |
| Aufn. | benötigte Aufnahmen                                         |
| GD    | Generaldurchschnitt                                         |
| MGD   | Mannschafts-Generaldurchschnitt                             |
| BED   | Bester Einzeldurchschnitt eines Spielers                    |
| BEMD  | Bester Einzeldurchschnitt einer Mannschaft                  |
| BSD   | Bester Satzdurchschnitt eines Spielers                      |
| HS    | Höchstserie                                                 |
| WRP   | Weltranglistenpunkte                                        |

| #                           | Name                         | MP     | GD     | BED    | HS   |
| --------------------------- | ---------------------------- | ------ | ------ | ------ | ---- |
| 1                           | Dieter Wirtz (Duisburg)      | 6:2(*) | 400,00 | 400,00 | 1200 |
| 2                           | Thomas Wildförster (Velbert) | 6:2(*) | 300,00 | 400,00 | 0800 |
| 3                           | Volker Simanowski (Velbert)  | 2:4    | 35,91  | 40,66  | 0088 |
| 4                           | Dieter Großjung (Hilden)     | 0:6    | 34,07  | –      | 0142 |
| Turnierdurchschnitt: 102,31 |                              |        |        |        |      |

| MP    | Match Punkte (Sieger = 2; Unentschieden = 1; Verlierer = 0) |
| SV    | Satzverhältnis (nur bei Turnieren im Satzsystem)            |
| Pkte. | Erzielte Karambolagen                                       |
| Aufn. | benötigte Aufnahmen                                         |
| GD    | Generaldurchschnitt                                         |
| MGD   | Mannschafts-Generaldurchschnitt                             |
| BED   | Bester Einzeldurchschnitt eines Spielers                    |
| BEMD  | Bester Einzeldurchschnitt einer Mannschaft                  |
| BSD   | Bester Satzdurchschnitt eines Spielers                      |
| HS    | Höchstserie                                                 |
| WRP   | Weltranglistenpunkte                                        |

(*)Anmerkung: Für ein Unentschieden in einer Aufnahme gab 2:2 Punkte. Das traf auf die entscheidende Partie zwischen Wirtz und Wildförster zu.
| #                          | Name                             | MP  | GD    | BED    | HS  |
| -------------------------- | -------------------------------- | --- | ----- | ------ | --- |
| 1                          | Fabian Blondeel (Bochum)         | 4:2 | 88,09 | 133,33 | 399 |
| 2                          | Heinz Janzen (Bottrop)           | 4:2 | 76,50 | 100,00 | 293 |
| 3                          | Hans Wernikowski (Gelsenkirchen) | 2:4 | 41,88 | 133,33 | 195 |
| 4                          | Harald Gast (Bottrop)            | 2:4 | 23,68 | 35,90  | 166 |
| Turnierdurchschnitt: 51,51 |                                  |     |       |        |     |

| MP    | Match Punkte (Sieger = 2; Unentschieden = 1; Verlierer = 0) |
| SV    | Satzverhältnis (nur bei Turnieren im Satzsystem)            |
| Pkte. | Erzielte Karambolagen                                       |
| Aufn. | benötigte Aufnahmen                                         |
| GD    | Generaldurchschnitt                                         |
| MGD   | Mannschafts-Generaldurchschnitt                             |
| BED   | Bester Einzeldurchschnitt eines Spielers                    |
| BEMD  | Bester Einzeldurchschnitt einer Mannschaft                  |
| BSD   | Bester Satzdurchschnitt eines Spielers                      |
| HS    | Höchstserie                                                 |
| WRP   | Weltranglistenpunkte                                        |

### Finalrunde
| Halbfinale       |     |     |   |        |        |     |
| Klaus Hose       | 2:0 | 400 | 1 | 400,00 | 400,00 | 400 |
| Wolfgang Zenkner | 0:2 | 0   | 1 | 0,00   | -      | 0   |
| Dieter Wirtz     | 2:0 | 400 | 9 | 44,44  | 44,44  | 164 |
| Fabian Blondeel  | 0:2 | 359 | 9 | 39,88  | -      | 253 |
| Spiel um Platz 3 |     |     |   |        |        |     |
| Wolfgang Zenkner | 2:0 | 400 | 4 | 100,00 | 100,00 | 326 |
| Fabian Blondeel  | 0:2 | 34  | 4 | 8,50   | -      | 26  |
| Finale           |     |     |   |        |        |     |
| Klaus Hose       | 0:2 | 74  | 5 | 14,80  | -      | 54  |
| Dieter Wirtz     | 2:0 | 400 | 5 | 80,00  | 80,00  | 383 |

| MP    | Match Points (Sieger = 2; Unentschieden = 1; Verlierer = 0) |
| Pkte. | Erzielte Karambolagen                                       |
| Aufn. | Benötigte Versuche                                          |
| GD    | Generaldurchschnitt                                         |
| BED   | Bester Einzeldurchschnitt eines Spielers                    |
| HS    | Höchstserie                                                 |
|       | Bester GD des Turniers                                      |
|       | Bester ED des Turniers                                      |
|       | Beste HS des Turniers                                       |
|       | 1. Platz (Gold)                                             |
|       | 2. Platz (Silber)                                           |
|       | 3. Platz (Bronze)                                           |

| Klassement                 | Klassement                 | Klassement | Klassement | Klassement | Klassement | Klassement | Klassement | Klassement |
| Platz                      | Name                       | MP         | Pkte.      | Aufn.      | GD         | BED        | HS         |            |
| -------------------------- | -------------------------- | ---------- | ---------- | ---------- | ---------- | ---------- | ---------- | ---------- |
| 1                          | Dieter Wirtz (Duisburg)    | 4:0        | 800        | 14         | 57,14      | 80,00      | 383        |            |
| 2                          | Klaus Hose (Duisburg)      | 2:2        | 474        | 6          | 79,80      | 400,00     | 400        |            |
| 3                          | Wolfgang Zenkner (München) | 2:2        | 400        | 5          | 80,00      | 100,00     | 326        |            |
| 4                          | Fabian Blondeel (Bochum)   | 0:4        | 393        | 13         | 30,23      | –          | 253        |            |
| Turnierdurchschnitt: 54,39 |                            |            |            |            |            |            |            |            |